# Medalha August Wilhelm von Hofmann
A Medalha August Wilhelm von Hofmann (em alemão:  August Wilhelm von Hofmann Denkmünze) é um prêmio concedido pela Sociedade Alemã de Química para química experimental, denominada em memória de August Wilhelm von Hofmann. Foi fundada em 1902 com a denominação Hofmann-Preis pela Deutsche Chemische Gesellschaft e assumida em 1951 pela Gesellschaft Deutscher Chemiker, sendo que de acordo com os estatutos cientistas estrangeiros podem ser nomeados, e cientistas alemães que não são químicos, mas que de uma forma especial são meritórios para receber a medalha.

## Laureados até 1942[1]
- 1903 Henri Moissan, William Ramsay
- 1906 William Perkin
- 1921 Carl Duisberg
- 1924 Bernhard Lepsius
- 1927 Franz Oppenheim
- 1936 Max Bodenstein
- 1937 Franz Joseph Emil Fischer
- 1938 Giovanni Battista Bonino, Pierre Jolibois
- 1939 Albert Szent-Györgyi
- 1940 Max Samec, Géza Zemplén, Gustaf Komppa, Hermann Rein
- 1942 Adolf Butenandt, Paul Walden

## Laureados pós 1953[1]
- 1953 Roger Adams, Emilio Gino Segrè
- 1955 Arne Tiselius
- 1957 Robert Robinson
- 1962 Paul Doughty Bartlett, William von Eggers Doering
- 1964 Edgar Lederer
- 1967 Victor Kondratiev, William Lawrence Bragg, Vladimir Prelog
- 1970 Costin Nenitzescu
- 1974 Edgar Heilbronner
- 1976 Albert Eschenmoser
- 1978 Paul Hagenmuller
- 1981 Tetsuo Nozoe
- 1983 David Ginsburg
- 1985 George Claude Pimentel
- 1988 Jack Halpern
- 1991 Henri Kagan
- 1992 Alan Battersby
- 1995 Joshua Jortner
- 1997 Charles Weissmann
- 1999 Jack Lewis
- 2001 Steven Ley
- 2003 Dieter Seebach
- 2005 Robert Grubbs, Richard Schrock
- 2006 François Diederich
- 2008 Kyriacos Costa Nicolaou
- 2010 Chintamani Rao
- 2012 Sason Shaik, Martin Quack
- 2014 Barry Trost[2]
- 2016 Bernard Feringa[3]